# 電子海図装置

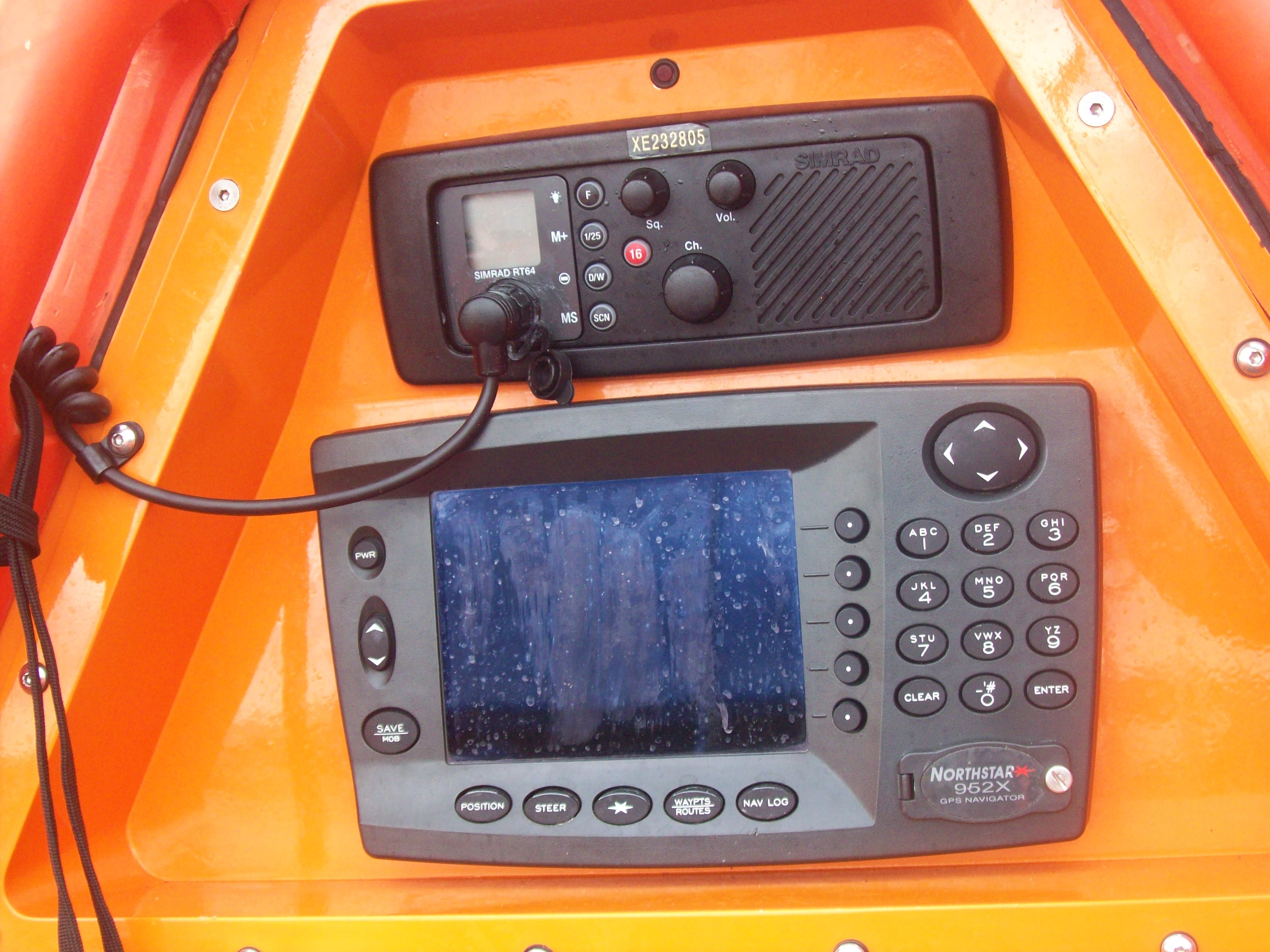
救命ボートに設置されたVHF無線機（上段）と電子海図装置（チャートプロッター）

電子海図装置（でんしかいずそうち 英語：Electronic Chart System, ECS）は、電子海図情報表示装置（ECDIS）同様、航海用電子海図（ENC）などを用いて画面上に地理情報を表示することができる航海援助装置。チャートプロッターとも呼ばれ、主に航海用ナビゲーション目的で使用される。

## 概要
国際海事機関（IMO）のガイドラインで示された限定的な機能を持った電子海図表示装置となり、使用される電子海図はENC（ベクター海図）である必要は無く、各国の水路機関が承認する海図データ媒体であるラスター海図や航行用電子参考図（ERC：Electronic Reference Chart）を利用することが出来る。表示機器もIMOに認定された専用の機器以外を使用することが可能であり、様々な表示機器が民間から販売されている。画面上には自船の位置、針路、速度、深度などが表示され、魚群探知機を併用したモデルもある。このほか、スマートフォンやタブレットPC、ノートパソコンなどを利用したデジタル海図の表示も行われる。但し、利便性は高いものの、ENCや紙の海図以上の正確性を担保するものでは無いため、ECSを利用する場合には紙の海図を併用することが規則によって定められている。このことから日本では非公式海図とも呼ばれる。

## 関係法令
SOLAS条約の改正により2002年7月1日以降、一部船舶を除き全地球的衛星航法装置（GNSS）又は全地球的無線航法装置（ロランC）のいずれかを搭載することが義務化されており、日本国内では国際航海を行う全ての旅客船と総登録トン数20トン以上の船舶への搭載が義務化された。なお、ロランCは2015年に日本国内での運用が終了しており、20トン未満は小型船舶に該当するためAISと同じく搭載の義務は無いが、船舶事故の7割は小型船舶によるものであることから、海上保安庁では簡易型AISとGNSS機器の搭載を推奨している。